# Gryphaeidae
Gryphaeidae — родина морських двостулкових молюсків ряду устриць (Ostreoida). Родину вперше описав український геолог Олег Вялов (1904—1988).

## Опис
Усі види мають мушлі, закріплені на субстраті. Ракушки крихкі, нерівні. Лівий (нижній, цементований) клапан опуклий, а правий (верхній, нецементований) клапан плоский або трохи увігнутий.

## Класифікація
Родина включає чотири сучасних роди Hyotissa, Parahyotissa, Pycnodonte та Neopycnodonte, та низку викопних форм, що відомі з тріасового періоду. В Україні викопні рештки представників родини знайдено у кредових відкладеннях в урочищі Бакла (Крим) та біля с. Кам'янка (Дніпропетровська область), юрських відкладеннях у Приборжавському і Перечинському кар'єрах (Закарпаття)

### Роди
Родина Gryphaeidae Vialov, 1936
- Підродина †Exogyrinae Vialov, 1936
  - Рід †Aetostreon Bayle, 1878 (disputed)
  - Рід †Amphidonte Fischer von Waldheim, 1829
  - Рід †Costagyra Vialov, 1936
  - Рід †Exogyra Say, 1820
  - Рід †Fluctogyra Vialov, 1936
  - Рід †Gryphaeostrea Conrad, 1865
  - Рід †Gyrostrea Mirkamalov, 1963
  - Рід †Nanogyra Beurlen, 1958
  - Рід †Nutogyra Vialov, 1936
  - Рід †Planospirites Lamarck, 1801
  - Рід †Vultogryphaea Vialov, 1936
- Підродина †Gryphaeinae Vialov, 1936
  - Рід †Africogryphaea Freneix, 1963
  - Рід †Deltoideum Rollier, 1917
  - Рід †Gryphaea Lamarck, 1801
  - Рід †Liostrea DouvillŽ, 1904
  - Рід †Pernostrea Munier-Chalmas, 1864
  - Рід †Praeexogyra Charles, 1952
- Підродина Pycnodonteinae Stenzel, 1959
  - Рід †Gigantostrea (Sacco, 1897)
  - Рід Hyotissa Stenzel, 1971
  - Рід †Labrostrea Vialov, 1936
  - Рід Neopycnodonte Stenzel, 1971
  - Рід †Pycnodonte (Fischer von Waldheim, 1835)
- Підродина Incertae sedis
  - Рід †Parahyotissa Harry, 1985
  - Рід †Rhynchostreon